# Estados Unidos da África Latina

Países incluídos na proposta dos Estados Unidos da África Latina.

Estados Unidos da África Latina (em francês:  États unis de l'Afrique latine, em castelhano:  Estados Unidos de África Latina) foi a proposta de união dos países da África Central que utilizam língua românica vislumbrada por Barthélémy Boganda. Boganda reivindicou pela primeira vez em maio de 1957.
Os países que fariam parte dessa grande entidade federal seriam Angola, República Democrática do Congo, Ruanda, Burundi, República do Congo, República Centro-Africana, Chade, partes francófonas de Camarões, Gabão e Guiné Equatorial. A implementação da ideia foi interrompida pela morte de Boganda em um acidente de avião em 29 de março de 1959. Boganda considerava essa entidade como um contrapeso ao poderoso bloco sulista de influência britânica, a África do Sul e a Federação da Rodésia e do Niassalândia.
A ideia dos Estados Unidos de África Latina foi criticada por Richard Wright em uma introdução especial para os leitores franceses de uma tradução de seu livro White Man, Listen!, com base na qual a África Latina significaria uma África Católica e que isso iria criar uma divisão religiosa contra a África anglófona secular, que ele chamou de África Protestante. Segundo Wright, essas ideias refletiam apenas as atitudes daqueles africanos educados na França ou na Inglaterra, as potências europeias dominantes da época. Ele apelou para uma abordagem pan-africana.